# České sklo

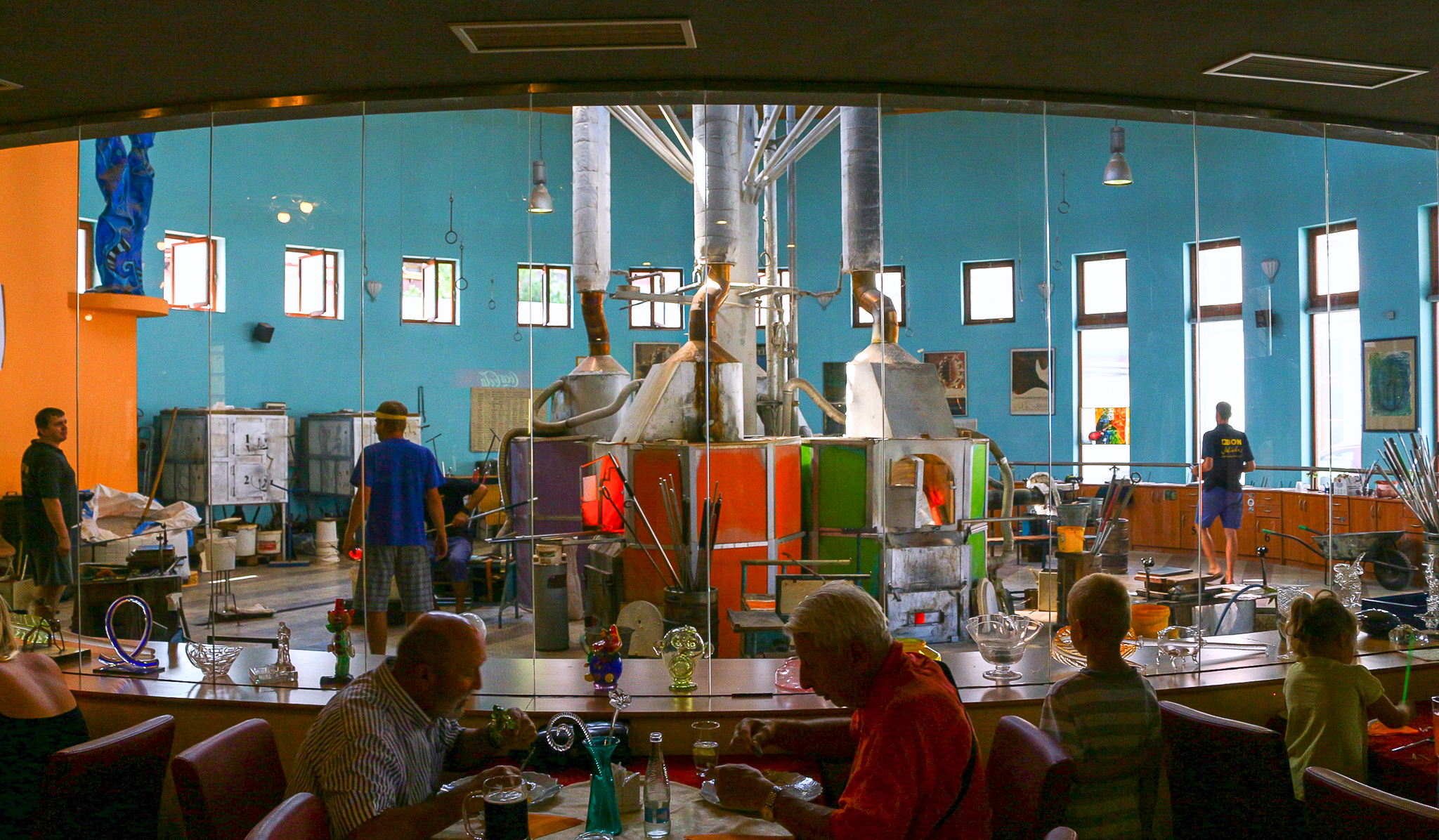
Sklářská dílna Petra Novotného Novotný Glass v Novém Boru

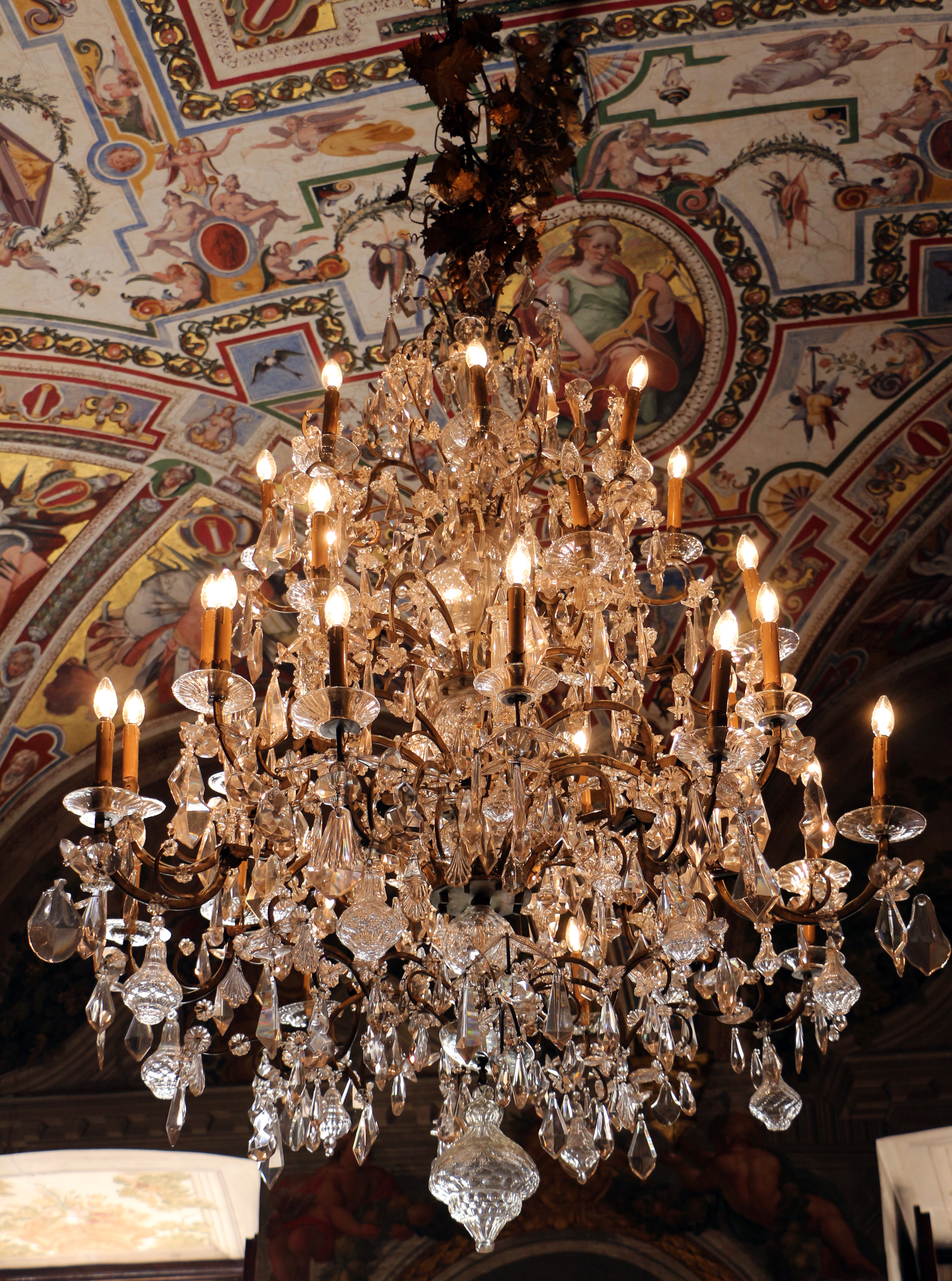
Palazzo Colonna v Římě, lustr z českého křišťálu v komnatách princezny Isabely Colonnové

České sklo je souhrnné označení pro sklo, či přesněji sklářské výrobky, zhotovené v českých, moravských a slezských regionech, na území Česka, Německa a částečně též Polska, zejména v jejich pohraničních hornatých oblastech.

## Historie
Historie výroby skla ve střední a východní Evropě začíná na území Lužických hor středověkých Čech, kde byl dostatek lesů poskytujích dřevo jako palivo pro sklářské pece. V Lužických horách jsou také naleziště křemene používaného pro zpracování na sklo.
Tímto způsobem se sklo zpracovávalo již ve středověku. Počátky výroby českého skla sahají do konce 13. století, ale svého největšího věhlasu získalo až na konci 16. století a v dalších dvou stoletích se Čechy těšily úplné evropské nadvládě v tomto průmyslovém odvětví. Postupně se však zdroje palivového dřeva začaly vyčerpávat a drobní skláři museli migrovat do jiných oblastí, což znamenalo, že středověcí řemeslníci museli během svého života několikrát měnit místo působení. Tato migrace vedla k zakládání měst v té době spojených téměř výlučně se sklářskou výrobou.
Středověcí skláři byli od samého počátku spojení se šlechtickými rody. Sdružovali v oblastech pod ochranou zákonů rodu Ronovců, později Berků z Dubé a Lipé, jenž v té době vlastnil rozsáhlá území Lužice na severu Čech, včetně oblastí dnešního Německa. Dvě továrny na vitráže byly nalezeny v Lužických horách a na jihu kopce Bouřného (703 m n. m.), další byla v Nové Huti, severně od města Svor. Jeho historie sahá až do roku 1250. V současnosti se jedná zřejmě o nejstarší střediska v Čechách. Další středověká sídla na svazích Lužických hor pocházejí ze 13. století a jsou v okolí Lesné nebo měst Dolní Světlá a Horní Světlá.
V 70. letech 19. století byl region napojen na železnici, díky čemuž bylo možné ve velké míře využívat uhlí ve sklářských pecích, nové technologie použité při výrobě sklenic a nové gravírovací techniky způsobily, že fenomén českého broušeného skla se brzy stal jedním z nejvýznamnějších v Evropě. Technická vylepšení výroby způsobila růst poptávky a začala velká expanze, která byla přerušena až hospodářkou krizí, která nastala ve 30. letech 20. století a následnou světovou válkou. Po vyhnání německého obyvatelstva z Československa po válce muselo být mnoho továren uzavřeno, nicméně prestiž přežila s mezinárodními výstavami: Expo 1958 v Bruselu, výstavy v brazilském Sao Paulu, indickém Dillí, americkém New Yorku a Corningu, Expo 1967 v Montrealu a Expo 1970 v Ósace. Každá z těchto výstav přinesla větší slávu vystaveným sklářským výrobkům a proslavil výrobce či města, jako např. Nový Bor.
České sklo se vyznačuje vysokou průhledností, napodobující křišťál a hluboké a dokonalé gravírování nebo řezbářství, které je aplikováno na ty nejlepší kusy v dutině nebo reliéfu. Na konci 17. století se Čechy vzdaly svého specifického stylu a přijaly techniku barvení benátského skla. Jeho nejpozoruhodnější produkce se skládala z elegantních váz, rytého a fasetového střihu, ale bez přidání některých doplňků a bez lehkosti benátského.
Obzvláště pozoruhodné jsou výrobky z broušeného a rytého skla z doby baroka (v letech 1685 - 1750). Na začátku 17. století zavedl řezač drahokamů Kašpar Lehmann, který byl jmenován dvorním šperkařem císaře Rudolfa II. v Praze, typickou techniku glazování a gravírování, při které se sklo mísí s mědí a bronzem, techniku dnes známou jako „Tiefschnitt“ ("hluboký řez").

## Značky a instituce spojené s výrobou skla
Mnoho značek, které se zabývá či zabývalo výrobou skla:
- Sklárny Moser, Karlovy Vary
- Kavalierglass Sázava
- Sklárny Bohemia
- Crystalite Bohemia
- Crystalex CZ
- Art Glass Nový Bor
- Lasvit
- Sklářské muzeum (Nový Bor)
- Skloexport
- Porcela Plus